# Кунитика, Томоаки
Томоаки Кунитика (яп. 国近 友昭; род. 22 апреля 1973, Хикари, Ямагути) — японский легкоатлет, специалист по бегу на длинные дистанции и марафону. Выступал за сборную Японии по лёгкой атлетике в 2000-х годах, победитель Фукуокского марафона, участник летних Олимпийских игр в Афинах.

## Биография
Томоаки Кунитика родился 22 апреля 1973 года в городе Хикари префектуры Ямагути, Япония.
Активно выступал на различных шоссейных соревнованиях с 1994 года, неоднократно принимал участие в эстафетных гонках экидэн.
В 1996 году впервые выехал на соревнования за границу, став вторым на полумарафоне в Голд-Косте, Австралия (1:02:49).
В 1997 году на чемпионате Японии по лёгкой атлетике стал бронзовым призёром в беге на 10 000 метров.
Дебютировал на марафонской дистанции в сезоне 1998 года, в зачёте Токийского международного марафона показал время 2:11:28 и занял итоговое шестое место. Попав в состав японской национальной сборной, отметился выступлением на чемпионате мира по экидэну в Манаусе, став третьим на своём 10-километровом этапе.
В 1999 году финишировал шестым на Фукуокском марафоне (2:10:10).
В 2000 году вновь стартовал на Фукуокском марафоне, но на сей раз сошёл с дистанции и не показал никакого результата.
В 2001 году был вторым на полумарафоне в Нагое (1:02:14).
В 2002 году показал восьмой результат на Фукуокском марафоне (2:15:59).
В 2003 году стал восьмым на Марафоне озера Бива, показав время 2:10:42, а позже с личным рекордом 2:07:52 одержал победу на Фукуокском марафоне.
Благодаря удачному выступлению в Фукуоке удостоился права защищать честь страны на летних Олимпийских играх 2004 года в Афинах, в программе мужского марафона показал время 2:21:13, расположившись в итоговом протоколе соревнований на 42 позиции.
После афинской Олимпиады Кунитика ещё некоторое время оставался действующим элитным бегуном и продолжал принимать участие в крупнейших международных стартах. Так, в 2005 году он вышел на старт Сеульского международного марафона, занял здесь третье место с результатом 2:11:32, кроме того, с результатом 2:13:49 финишировал шестым на Фукуокском марафоне.
В 2007 году был третьим на полумарафоне в Кито (1:03:20).
В связи с учёбой на факультете делового администрирования в Университете Дзёсай прервал спортивную карьеру и в 2008 году вообще не принимал участия в каких-либо соревнованиях.
В 2009 году стал четырнадцатым на полумарафоне в Нагое (1:03:45) и вторым на марафоне в Хофу (2:14:38).
Последний раз показывал сколько-нибудь значимые результаты на шоссе в сезоне 2010 года, когда занял 15 место на Токийском марафоне (2:18:03) и 18 место на Фукуокском марафоне (2:20:49).